# Camomilla Milano
Camomilla Milano è un'azienda italiana che produce accessori moda. È inoltre distributore e licenziataria dei prodotti Sanrio.

## Storia
L'azienda è stata fondata a Buccinasco il 7 marzo del 1983 da Maurizio e Grazia Belloni. I primi prodotti sono zaini, borse, portafogli e pochette, realizzati a mano dal taglio alla confezione. Maurizio Belloni si occupa della creazione dei modelli e del disegno dei tessuti, mette inoltre a punto la struttura produttiva, organizzativa e distributiva.
Nel 1991 l'azienda comincia a collaborare con la giapponese Sanrio Co. LTD. che le affida la distribuzione esclusiva per l'Italia dei prodotti dedicati al personaggio di Hello Kitty e successivamente, la licenza di produzione con le collezioni Hello Kitty by Camomilla Milano.
Nel 2008 aprono i primi Camomilla Store, negozi di proprietà a Milano e Roma, a cui segue nel 2009 quello di Verona, dal 2009 si affaccia sui mercati esteri di Francia, Spagna, e Portogallo.
Nel 2021 l'azienda è stata acquisita dal Gruppo Gabbiano.

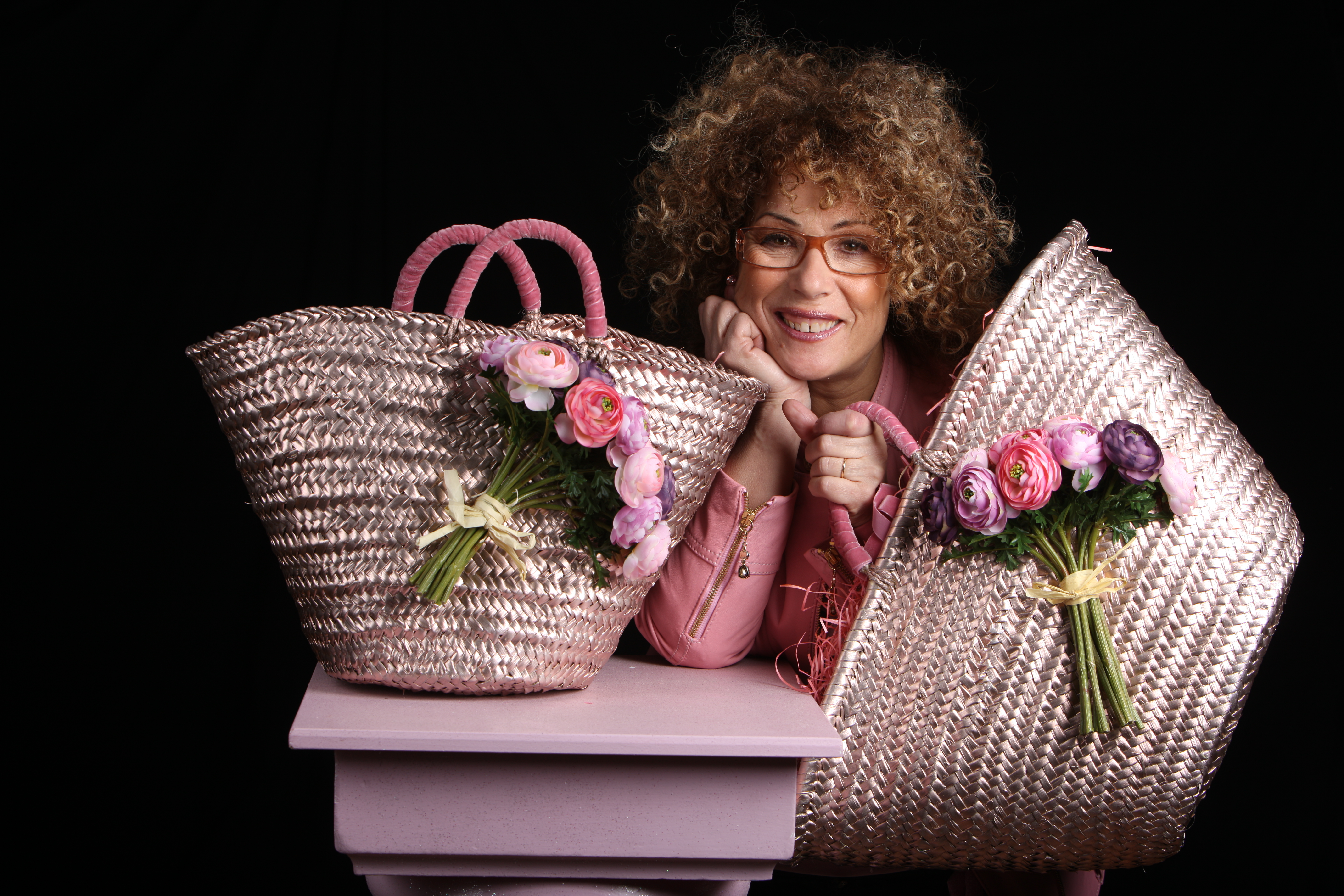
Grazia Belloni - Camomilla Milano

## Distribuzione
L'azienda dispone di Flagship Store a Milano e Roma, Camomilla Store in Franchising in Italia e Belgio e di numerosi punti vendita in Italia, Spagna, Francia e Portogallo. Nel novembre 2011 ha aperto i suoi primi corner nella catena spagnola El Corte Inglés.

## Responsabilità sociale
Nel 2008 Camomilla Milano inaugura la mostra "Sogni Riflessi" presso il Camomilla Store a Milano. Negli scatti vengono ritratte insieme le madri e figlie celebri che prestano l'immagine per sostenere la campagna Nastro Rosa 2008 della Lega Italiana per la Lotta ai Tumori.
Nel 2009 l'azienda partecipa a Macef in Town, iniziativa promossa da Macef, Triennale di Milano e Sotheby's per aiutare l'Unicef.
Nel 2010, partecipa alla 10ª edizione di Convivio, mostra mercato il cui ricavato va a sostegno di Anlaids Lombardia.